# Mihail Doukeianos
Mihail Doukeianos (în limba greacă: Μιχαήλ Δουκειανός; în limba italiană: Dulchiano sau Doceano), supranumit cel Tânăr, a fost catepan bizantin de Italia între anii 1040 și 1041.
Mihail Doukeianos l-a înlocuit la conducerea catepanatului pe Nikefor Doukeianos. Unul dintre primele sale măsuri a fost aceea de a-l numi la conducerea orașului Melfi pe longobardul Arduin, cu titulatura de topoterites. Cu toate acestea, Arduin l-a trădat la puțină vreme pe catepan și a trecut la conducerea mercenarilor italo-normanzi care au venit în sprijinul răscoalei din Apulia a lui Argyrus. La 16 martie 1041, în apropiere de Venosa, pe malul râului Olivento, el a avut primul contact cu armata longobardo-normandă, în care a fost înfrânt.
Această confruntare a fost urmată de o alta, la Montemaggiore în regiunea Foggia), în apropiere de Cannae. Deși Mihail Doukeianos solicitase aportul forțelor mercenarilor varegi încartiruiți la Bari, bătălia s-a transformat în derută pentru bizantini și mulți soldați din trupele bizantine s-au înecat în râul Ofanto în timup, retragerii. Doukeianos a fost apoi transferat în Sicilia, pe care normanzii tocmai o abandonaseră în contextul expediției bizantine conduse de generalul George Maniakes. Doukeianos a sfârșit prin a fi înlocuit din funcția de catepan după septembrie 1041 de către Exaugustus Boioannes .